# Будислав Шошкић
Будислав Шошкић (Нови Пазар, 1925 — Бечићи, 12. август 1979), учесник Народноослободилачке борбе и друштвено-политички радник СФР Југославије и СР Црне Горе.

## Биографија
Рођен је 1925. године у Новом Пазару. Студирао је на Филозофском факултету у Београду.
Члан Савеза комунистичке омладине Југославије (СКОЈ) постао је 1940, а члан Комунистичке партије Југославије (КПЈ) 1943. године. У току рата био је руководилац СКОЈ-а.
После рата, био је члан Покрајинског комитета СКОЈ-а Црне Горе и секретар Главног одбора Народног фронта Црне Горе. Извесно време био је главни уредник листа „Побједа“, а касније директор листа „Младост“. Био је члан Председништва Централног комитета Народне омладине Југославије, секретар Идеолошке комисије Централног комитета СКЈ. Био је и члан Извршног већа Црне Горе и секретар ЦК СК Црне Горе.
Од Осмог конгреса изабиран је за члана Централног комитета СКЈ, а од октобра 1966. био је члан Извршног комитета ЦК СКЈ. На Деветом конгресу изабран је у Председништво СКЈ и Извршни биро Председништва СКЈ.
Био је председник Комисије Председништва СКЈ за политичку пропаганду и информативну делатност и председник Уређивачког одбора листа „Комунист“.
Био је председник Народне скупштине СР Црне Горе од почетка априла 1974. до смрти.
Умро је 12. августа 1979. године у Бечићима, код Будве.
Носилац је Партизанске споменице 1941. и више југословенских одликовања.